# سارنانو
سارنانو (به ایتالیایی: Sarnano) یک کومونه در ایتالیا است که در استان ماچه‌راتا واقع شده‌است.

## خصوصیات
سارنانو ۶۳٫۰ کیلومترمربع مساحت و ۳٬۳۸۹ نفر جمعیت دارد.